# EA Sports
EA Sports là một thương hiệu được sử dụng bởi Electronic Arts để phân phối các trò chơi thể loại thể thao.

## Các trò chơi năm 2003
- Madden 04
- NBA Live 2004
- NHL 04
- FIFA 04
- NCAA March Madness 2004
- NASCAR Thunder 2004

## Các trò chơi năm 2004
- Madden 05
- NBA Live 2005
- NHL 05
- Tiger Woods PGA Tour 05
- FIFA 05
- Rugby 05
- NCAA March Madness 2005
- NASCAR 05
- NASCAR 2005 Chase for the cup

## Các trò chơi năm 2005
- Madden 06
- NCAA Football 06
- NBA Live 06
- NHL 06
- Tiger Woods PGA Tour 06
- FIFA 06
- FIFA Manager 06
- Nascar 06
- NASCAR 06 Total Team Control
- Rugby 06
- NCAA March Madness 06

## Các trò chơi năm 2006
- Madden 07
- NCAA Football 07
- NBA Live 07
- NHL 07
- Tiger Woods PGA Tour 07
- FIFA 07
- FIFA Manager 07
- Nascar 07
- NCAA March Madnes 07
- Cricket 07

## Các trò chơi năm 2007
- Madden NFL 08
- NCAA Football 08
- NBA Live 08
- NFL Tour
- NHL 08
- Tiger Woods PGA Tour 08
- FIFA 08
- FIFA Manager 08
- NASCAR 08
- Rugby 08
- NCAA March Madness 08
- UEFA Euro 2008
- SuperBike 2008

## Các trò chơi năm 2008
- FIFA Manager 09
- NASCAR 09
- NCAA Football 09
- NFL Head Coach 09
- NHL 09
- Madden NFL 09
- Tiger Woods PGA Tour 09
- FIFA 09
- NBA Live 09
- NCAA Basketball 09

## Các trò chơi năm 2009
- Madden NFL 10
- NCAA Football 10
- NHL 10
- Tiger Woods PGA Tour 10
- FIFA 10
- FIFA Manager 10
- Grand Slam Tennis (phiên bản trên Wii)
- NBA Live 10
- NCAA Basketball 10
- EA Sports Active
- EA Sports Active: More Workouts
- NASCAR Kart Racing
- Fight Night Round 4

## Các trò chơi năm 2010
- Madden NFL 11
- NCAA Football 11
- FIFA 11
- FIFA Manager 11
- FIFA World Cup South Africa 2010
- NHL 11
- NHL Slapshot
- Tiger Woods PGA Tour 11louguvd
- NBA Elite 11
- NBA JAM
- EA Sports MMA
- Grand Slam Tennis (phiên bản cho Playstation 3 và Xbox 360)
- EA Sports Active 2.0